# Monegrillo
Monegrillo è un comune spagnolo di 524 abitanti situato nella comunità autonoma dell'Aragona.